# Lyudmila Poradnyk
Lyudmila Konstantynivna Poradnyk-Bobrus (em ucraniano: Людмила Константинівна Порадник-Бобрусь, 11 de janeiro de 1946) é uma ex-handebolista soviética, bicampeã olímpica.

## Carreira
Ela fez parte da geração soviética campeã das duas primeiras Olimpíadas do handebol feminino, em Montreal 1976 e Moscou 1980, com um total de 8 gols, em 10 jogos.